# 善導寺 (山県市)
善導寺（ぜんどうじ）は、岐阜県山県市谷合にある阿弥陀如来を本尊とする西山浄土宗の寺院で、山号は隠住山を称する。
嘉暦3年（1328年）に臼井庄司郎兼牧が草庵を設けたのをその濫觴とする。立政寺開山智通光居上人が文和5年（正平11年、1356年）に当寺に留錫した際、夢告により寺の近傍に善導大師の石像が埋まっていることを知り、石像を掘り出すと霊水が湧き出た。この石像を寺に納め、寺名を善導寺とし、智通上人を開山とした。この時湧き出た水は桂水と呼ばれ、岐阜県の名水50に選ばれている。その後智通上人は立政寺に戻るも、康暦年間に再び当寺を訪れている。至徳元年（1386年）には後小松天皇より智通光居の旧跡にして善導大師有縁の寺院として宸翰を受け、勅願道場となっている。